# S.T.A.L.K.E.R.: Shadow of Chernobyl
S.T.A.L.K.E.R.: Shadow of Chernobyl (рус. S.T.A.L.K.E.R.: Тень Чернобыля, укр. S.T.A.L.K.E.R.: Тінь Чорнобиля) рачунарска је игра у жанру пуцачине из првог лица са елементима RPG-а и хорора са преживљавањем, коју је развила и издала украјинска компанија GSC Game World за Microsoft Windows 2007. године. Игра је раније позната као S.T.A.L.K.E.R.: Oblivion Lost.
Радња игре се одвија у зони искључења Чернобиљске нуклеарне електране. Игра позајмљује низ појмова и слика из приче браће Стругацких Пикник покрај пута и на њој заснованог филма Андреја Тарковског Сталкер; многи нивои игре су створени на основу слика и документарних снимака направљених у стварној Чернобиљској нуклеарној електрани и у околини. У складу са радњом, услед нове катастрофе око електране су се појавиле опасне „аномалије” и мутанти, као и чудесни „артефакти”. У Зони делују „сталкери” — авантуристи, плаћеници и ловци на артефакте — како појединачно тако и у наоружаним фракцијама, а главни јунак игре, Обележени, један је од таквих сталкера, а након губитка памћења на путу у дубину Зоне покушава да открије шта му се десило.
Shadow of Chernobyl је створена као игра отвореног света; развојни тим је намеравао да играча стави у екосистем који живи сопственим животом, а у којем би се ситуације у игри јављаје као резултат случајне интеракције различитих саставница. Игра је објављена након дуготрајног и тешког периода развоја; многе амбициозне али тешко изводљиве замисли су са временом одбачене. Будући пуцачина из првог лица, у састав игре такође улазе елементи карактеристичнији за рачунарске игре улога, укључујући општење са другим ликовима у окружењу, као и за жанр хорора са преживљавањем, често покушавајући да играча увуче у осећај страха и узнемирености.
Игра је добила високе оцене од критичара: рецензенти су посебно истицали разрађени свет и занимљиви гејмплеј, мада су указивали на велики број техничких проблема и на неиспуњена обећања развојног тима. Shadow of Chernobyl се такође показала комерцијално успешном: широм света је продато преко два милиона примерака игре. 2008. године GSC Game World је у серијалу игара S.T.A.L.K.E.R. објавио преднаставак S.T.A.L.K.E.R.: Clear Sky, 2009. наставак S.T.A.L.K.E.R.: Call of Pripyat, а у развоју се тренутно налази и игра S.T.A.L.K.E.R. 2. У земљама постсовјетског простора игра и њени наставци су стекли култни статус појавом сложних група обожавалаца; створен је велик број књига уједињених заједничким измишљеним светом игре и корисничких модификација, а одржаване су и различите врсте фестивалских догађаја и игара улога. Популарност игре Shadow of Chernobyl је подстакла и интересовање за стварну Чернобиљску нуклеарну електрану и индустријски туризам.

## Прича

### Предисторија
Прича се одвија у алтернативној стварности, где је 12. априла 2006. године у 14:33 на територији Чернобиљске нуклеарне електране дошло до експлозије непознате природе. Настала експлозија је узроковала појаву „Зоне”, места у којем се појављују разноврсне аномалне појаве — аномалије. Узроци друге експлозије у Чернобиљској електрани (прва се догодила 1986.) били су непознати. Желећи да истражи ситуацију, украјинска влада у Зону шаље војне снаге, али се војна операција завршава њиховом погибијом. Услед тога територија Зоне у потпуности бива ограђена, а на главним приступним тачкама су изграђене блокаде. Тако је Зона постала строго заштићен објекат.
Након неког времена са подручја Зоне почињу да долазе информације о мутираним животињама, као и о производима аномалија — такозваним артефактима, предметима који су стекли јединствена својства. Ради зараде смели појединци почињу да продиру на територију Зоне са циљем набавке артефаката и притом стичу назив „сталкери”. Са временом сталкерство поприма далеко већи замах, али су истражене само периферије Зоне; покушаји продора у њен центар се завршавају неуспехом.

### Увод
Догађаји игре почињу 1. маја 2012. године. Током ноћне грмљавине због удара муње се разбија камион који превози мртва тела. Ујутро случајни сталкер открива олупину камиона, а прегледајући је проналази јединог преживелог: главног јунака. У жељи да му помогне и добије награду, сталкер га односи локалном трговцу Сидоровичу, који код протагониста открива тетоважу „S.T.A.L.K.E.R.” и ПДА са једном белешком: „Убиј Стрелца”.

### Радња игре
Главни лик, пробудивши се у трговчевом бункеру на Кордону, не сећа се свог имена и прошлости, те га Сидорович због непознате тетоваже на руци назива Обележеним. Испоставља се да је главног лика превозио један од „камиона смрти”, теретни аутомобили које су назвали сталкери и који се, по свој прилици, повремено појављују из центра Зоне. Осим Обележеног, у њима још нико није проналажен жив.
Трговац обавештава главног јунака да ће морати да се искупи за то што је спасен. Обележени треба да нађе сталкера по надимку Жустри, који је Сидоровичу носио флеш диск са важним информацијама и нестао негде у близини железничког моста. Поразговаравши са Вуком, командантом месног логора новајлија, Обележени сазнаје да се Жустри налази у бандитском заробљеништву у возном парку. Побивши бандите и ослободивши Жустрог, главни лик од њега узима флеш диск и враћа се Сидоровичу, који као награду дели информације о Стрелцу: „Дакле, о Стрелцу имам нешто… Тај сталкер постоји. Кажу да је пронашао пут на север Зоне”.
Сидорович нуди помоћ у потрази за Стрелцем, а заузврат ће Обележени украсти документа повезана са центром Зоне која су војне снаге нашле у згради бившег комплекса научноистраживачког института „Агропром”. Сидоровичу и другим трговцима је потребан пролаз у центар Зоне како би пронашли легендарну „ризницу артефакату”. Продор у центар Зоне није могућ, јер пролаз херметички затвара „Спаљивач мозгова”. Обележени пристаје и прелази железнички насип. Након тога Сидорович ступа у контакт преко примопредајника и каже да се сталкер по надимку Лисац вратио из дубоке рације и да можда зна више о Стрелцу.
На састанку Лисац Обележеног упућује у хангар на Сметлишту ка свом брату, Сивом. Након што му Обележени помогне да се одбрани од бандита, Сиви са сталкером дели информације које га воде до бившег „копача” по надимку Кртица, који је ископао скровиште Стрелчеве групе. У фабрици „Агропром” Обележени спасава Кртицу током сусрета са војском; последњи му указује на локацију скровишта, која је смештена у подземљу „Агропрома”. Обележени проналази скровиште, а унутра лежи флеш диск који је Стрелчева група користила као средство за дописивање. Јунак сазнаје да је Стрелчевој групи, осим њега самог, припадала још двојица — Дух и Очњак — а налази и информације о неком заједничком пријатељу, који је групи пружао значајну помоћ. Према Духовој поруци Очњак је погинуо у заседи, а Стрелац је отишао сам у центар. Обележени излази из подземља и краде од војске документа.
Сидорович, сазнавши за ове детаље, саветује Обележеном да документа однесе Бармену, који води сталкерски бар „100 Рендгена” на територији бивше фабрике „Росток”. Бармен обавештава јунака да се у документима спомиње извесна лабораторија X-18, која по опису личи на подземне просторије у Мрачној долини, и информише га где се налази преостали део докумената. Од Бармена Обележени добија један од два кључа потребна за улазак у лабораторију, а други, упутивши се у Мрачну долину, одузима од бандитског вође. Провлачи се у лабораторију, где и проналази документе.
Бандитску базу у Мрачној долини напада војска, која затвара и прелазе на Сметлиште, због чега се Обележени извлачи старим јужним путем на Кордон. Односи документа Бармену, а примивши и прегледавши их он усмерава Обележеног ка преосталом делу докумената, који се налази у лабораторији X-16 поред језера и фабрике Ћилибар. Сталкер пролази кроз Дивљу територију, где присуствује тренутку када плаћеници оборе хеликоптер еколошке експедиције. Спасавајући еколошког професора Круглова од плаћеника, сталкер уз његову помоћ стиже у покретни еколошки логор, а њихов шеф, професор Сахаров, зна за локацију лабораторије и начин заштите (пси-шлем) од опасности која прекрива околину: пси-зрачења. Професор, како би прилагодио пси-шлем, шаље Обележеног и Круглова да заједно обаве потребна мерења.
Обележени добија пси-шлем и креће у потрагу за погинулим научним сарадником Васиљевим, на чијем телу проналази ПДА са координатама лабораторије. Пробивши се у њу, јунак искључује постројење које генерише пси-зрачење и проналази Духово тело. У његовом ПДА-у налази звучни запис, према којем Доктор — исти онај заједнички пријатељ — зна где да се тражи Стрелац. За локацију Доктора пак зна Водич, који се често види на Кордону, а на Духу Обележени налази и нека документа. Сталкер излази из лабораторије и односи документа Бармену, у којима се наводи да је Спаљивач мозгова људска творевина и да се може искључити. Бармен даје сталкеру задатак да се увуче у лабораторију X-10 и искључи Спаљивач.
Обележени се састаје са Водичем на Кордону, који га обавештава да се Доктор налази у скровишту Стрелчеве групе. Јунак сазнаје од Доктора да је он Стрелац, а да је легендарни Испунитељ жеља „само илузија”. Нико од оних који су дошли до њега се није вратио, па су код њега, очигледно, и погинули. Доктор му говори за скровиште у граду Припјату, у којем се налази декодер који може отворити тајанствена врата у саркофаг Чернобиљске електране.
Јунак се увлачи у лабораторију и искључује Спаљивач мозгова, а вест о гашењу се муњевито шири Зоном. Након тога креће у Припјат, где среће одред ветеранских сталкера који су одлучили да се пробију у центар Зоне. Заједно са њима се пробија до центра града; у соби број 26 хотела „Полесје” Стрелац налази скровиште о којем му је испричао Доктор, а унутра и декодер за тајна врата у саркофагу електране.
Упавши на територију саме нуклеарне електране, Обележени се нађе усред војне операције и суочава се са војском и монолитовским одредима. Преко радија војска најављује да надолази „избачај” — оштар скок радиоактивне, аномалне и пси-активности, који уништава све живо што потпадне под његово дејство. Сталкер стиже да уђе у саркофаг електране пре почетка избачаја. Унутар саркофага њега себи позива „Испунитељ жеља” док његовом напредовању ометају фанатици фракције Монолит.

### Завршеци
Пред играчем стоји избор да крене ка позиву Испунитеља жеља или да потражи тајна врата која воде до тајни Зоне. Уколико се изабере ово прво, Обележени проналази Испунитељ и изговара жељу; надаље долазе лажни завршеци, током којих јунак на овај или онај начин настрада.

#### Завршеци са Испунитељем жеља
Постигнути завршетак одређују одлуке донете током приче, као и неки јунакови показатељи (количина новца, рејтинг, углед).
- „Власт” — жели да има моћ над свиме, а душа му одлази у Монолит.
- „Богатство” — са крова падају матице (сталкер, којег је преварио Монолит, схвата их као златнике), а затим се сруши кров (сталкер то више не види). Као резултат тога, јунак остаје под рушевинама.
- „Апокалипса” — жели да човечанство нестане, као што је и само заслужило. Свет око сталкера нестаје у мраку након низа халуцинација.
- „Да Зона нестане” — жели да Зона нестане и показује се цветајући свет око њега, али је тек илузија, а јунак заправо ослепљује.
- „Бесмртност” — полако се претвара у статуу.

#### Завршеци са „У-Свешћу”
Уколико су испуњени услови завршетка у којем је присутна „У-Свест”, Стрелац стиже до закључаних врата која се отварају помоћу декодера. Иза њих, под заштитом монолитоваца, налази постројење управљања Испунитељем жеља. Његовим уништавањем Стрелац изазива квар у систему, који приморава да се појави холографски представник „У-Свести”, који одговара на Стрелчева питања.
Сталкер сазнаје да је „У-Свест” група научника који су поставили циљ да се повежу са ноосфером и покушају да управљају њоме. Покушај није успео, дошло је до квара, а енергија ноосфере је наврла на Земљу, због чега је и настала Зона. „У-Свест” је, да би осигурала своју безбедност, користила пси-постројења и борце Монолита. Ко год покуша да прође до центра Зоне, потпада под њихов утицај, а затим се кодира за програм „S.T.A.L.K.E.R.” да би извршавао одређене задатке или попуњава монолитовске редове. Неки кодирани бивају извожени на „камионима смрти” до граница Зоне. Након једног похода Стрелац је представио опасност за „У-Свест”, те су сви агенти добили задатак да га убију. Због нејасне грешке у програму кодирања Стрелац се и сам нашао међу тим агентима. Стрелцу се пружа избор: да се придружи пројекту и покуша да задржи притисак Зоне или да одбије да се придружи и да уништи „У-Свест”.
- Придруживање „У-Свести” — Стрелац лежи у капсули, а на његово тело се причвршћују сензори. Капсула се затвара. Следи сцена са Доктором, који, стојећи у мочварама, размишља о Стрелчевој могућој судбини. Расудивши да се Стрелац „извуче из сваке невоље”, Доктор заједно са својим псом одлази.

- Уништавање „У-Свести” — Стрелац почиње да се креће преко надземних комуникација и блокова електране кроз систем телепортација до крајњег циља. Након избачаја на површини земље остаје смртоносна позадина зрачења. Напредак му ометају јединице Монолита и колебање земље. Након постизања циља долази прави завршетак (који подржава развојни тим у наставку игре): Стрелац улази у просторију са капсулама, у којима почивају тела учесника „У-Свести”, и осипа паљбу на њих. Одједном види како сунчева светлост пролази кроз густе облаке, а небо се разведрава. Обликује се свет пун зеленила и чује се певање птица. Стрелац се осврће, а након тога легне на земљу у траву, истовремено размишљајући о томе је ли му поступак исправан:

| „ | Не знам да ли сам исправно поступио или не. Вероватно никад нећу знати. Али донео сам одлуку. Надам се да је била права. | ” |

Окреће се на бок и види како полеће вилин коњиц, који на тренутак застане и одлети.